# Hematoma epidural
O hematoma epidural acontece quando a hemorragia ocorre entre a membrana externa rígida que reveste o cérebro (dura-máter) e o crânio. Muitas vezes, há perda de consciência após um traumatismo craniano, uma breve recuperação e, em seguida, uma nova perda de consciência. Outros sintomas podem incluir cefaleia, confusão, náusea e paralisia. Complicações podem incluir convulsões.
A causa é tipicamente uma contusão na cabeça que resulta na fratura do osso temporal e hemorragia da artéria meníngea média. Ocasionalmente, pode ocorrer devido a uma coagulopatia ou malformação vascular. O diagnóstico geralmente é feito por tomografia computadorizada ou ressonância magnética. Quando esta condição ocorre na coluna, é chamada de hematoma epidural espinhal.
O tratamento é geralmente feito por cirurgia de emergência por uma craniotomia ou trepanação. O uso de uma agulha intraóssea para estancar a hemorragia também é conhecido. A falta de tratamento, geralmente leva a óbito. Esta condição ocorre entre 1-4% das contusões na cabeça. Geralmente ocorre em adultos jovens. Os homens são afetados com mais frequência do que as mulheres.